# Калибек
Калибе́к (каз. Қалыбек) — горько-солёное озеро в Тайыншинском районе Северо-Казахстанской области.
Площадь поверхности озера составляет 95,61 км². Длина — 17 км, наибольшая ширина — 7,3 км. Длина береговой линии — 70 км. Наибольшая глубина — 2 м. Площадь водосбора — 2660 км². Питание преимущественно снеговое и дождевое. Сезонные колебания уровня воды составляют 0,3—0,5 м. Минерализация воды — 0,5 – 20 г/л.
В озеро впадает несколько небольших речек.
В XIX веке на озере добывалась поваренная соль, однако добыча была прекращена из-за превращения озера из чисто солёного в горько-солёное.